# Миладиновци (Ямболская область)
Миладиновци (болг. Миладиновци) — село в Болгарии. Находится в Ямболской области, входит в общину Тунджа. Население составляет 324 человека.

## История
До освобождения в 1878 году село носило турецкое имя Калфа-кёѝ. Было переименовано в честь болгаро-македонских просветителей братьев Миладиновых. 11 мая 1895 г. в Миладиновцах была освящена церковь Свв. Кирилла и Мефодия.
В 1913 году, по приглашению кмета Миладиновцев, здесь поселилась большая группа болгар-беженцев из Одринской Тракии.
В 1928 г. в селе была основана библиотека „Паисий Хилендарский“.

## Политическая ситуация
В местном кметстве Миладиновци, в состав которого входит Миладиновци, должность кмета (старосты) исполняет Димитр Енчев Димитров (коалиция в составе 2 партий: Болгарская социалистическая партия (БСП) и Болгарская социал-демократия (БСД)) по результатам выборов правления кметства.
Кмет (мэр) общины Тунджа — Георги Стоянов Георгиев (коалиция в составе 2 партий: Болгарская социалистическая партия (БСП) и Болгарская социал-демократия (БСД)) по результатам выборов в правление общины.